# A.C. Milan w sezonie 1928/1929

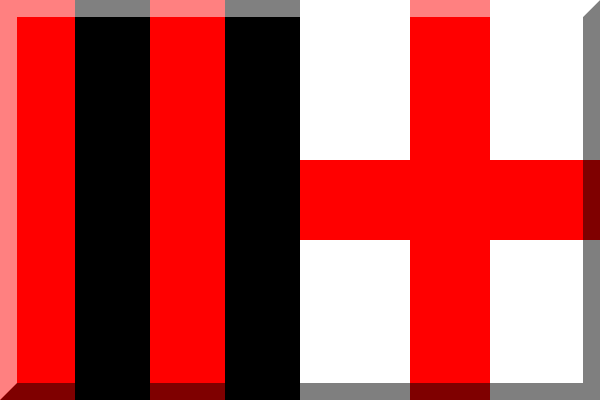
Klubowe barwy Milanu

Osiągnięcia piłkarskiego zespołu A.C. Milan w sezonie 1928/1929.

## Osiągnięcia
- Mistrzostwa Włoch: 2. miejsce

## Podstawowe dane
- Oficjalna nazwa klubu: Milan Football Club
- Siedziba klubu: Via Meravigli 7
- Boisko: San Siro
- Prezes klubu:  Luigi Ravasco
- Trener zespołu:  Engelbert König
- Kapitan drużyny:  Abdon Sgarbi